# Деноткин, Самуил Моисеевич
Самуил Моисеевич Деноткин (1899, Березино, Минская губерния — 4 февраля 1940, Москва) — руководящий сотрудник Экономического управления ОГПУ СССР, начальник Управления НКВД АССР Немцев Поволжья, помощник начальника Контрразведывательного отдела ГУГБ НКВД СССР, капитан государственной безопасности (1936). Расстрелян в 1940 году, реабилитирован посмертно.

## Биография
Родился в еврейской семье врача Моисея Сергеевича (Мовши Шефтелевича) Де-Ноткина (1866, Могилёв — 1919). Окончил мужскую гимназию Воронежа в 1917 году. Переписчик в Воронежской городской управе с июня по сентябрь 1917 г. Окончил 2 курса медицинского факультета Воронежского университета с 1917 по 1918 гг. Затем на иждивении родителей в Воронеже до июля 1918 г. Рядовой 2-го этапа РККА на Южном фронте в станции Лиски с декабря 1918 до октября 1919 года. Скрывался у родственников от частей Белой армии после болезни в Воронеже с октября по ноябрь 1919 г. Делопроизводитель 9-го госпиталя в Воронеже с ноября 1919 до мая 1920 года. Состоял в РКП(б) с марта 1920 года. Военком 7-го госпиталя, боец-коммунар, секретарь Кантемировского районного ревкома с мая 1920 по январь 1921 года, заведующий клубом Воронежской губернской ЧК с января до ноября 1921 г., заведующий информационно-статистическим отделом 1-го райкома Воронежского горкома РКП(б) с ноября 1921 до мая 1922 года, заведующий общим отделом райкома РКП(б) в Воронеже с мая до октября 1922 г. Учился в Институте народного хозяйства в г. Москве с октября 1922 до апреля 1923 года. Заведующий инспекторской частью АО «Ларёк» в Москве с апреля 1923 по март 1924 года; управляющий административно-хозяйственным отделом курорта села Боровое Кокчетавского уезда в Казахской ССР с марта 1924 до февраля 1925 года.
В органах ОГПУ-НКВД с 1925 года : уполномоченный 2-го отдел-я, 4-го отдел-я Экономического управления ОГПУ СССР (04.02.—16.09.1925 гг.); уполномоченный 5-го отдел-я Экономического управления ОГПУ СССР (16.09.1925—01.12.1927 гг.); старший уполномоченный 4 отд-я ЭКУ ОГПУ СССР (01.12.1927—25.09.1930 гг.).
С ноября 1930 года по июнь 1934 года помощник начальника (с 1931 г. начальник) экономического отдела полномочного представительства ОГПУ по Средней Азии. С января 1935 начальник УНКВД АССР Немцев Поволжья и начальник особого отдела НКВД 53-й стрелковой дивизии.
С января 1937 года в 3-м (контр-разведывательном) отделе ГУГБ НКВД СССР, начальник 7-го и 8-го отделения, с августа 1937 г. помощник начальника 3-го отдела ГУГБ НКВД СССР. Проживал в Москве по адресу переулок Николая Островского, дом 18, квартира 10. Как помощник начальника КРО несет ответственность за проведение национальных операций НКВД СССР по всей территории СССР наряду с начальниками отдела А. М. Минаевым-Цикановским и Н. Г. Николаевым-Журидом, руководящими сотрудниками отдела В. Ф. Григорьевым, З. И. Пассовым, Е. А. Евгеньевым-Шептицким, М. А. Листенгуртом, И. И. Ильицким и др.
Случайно оказался свидетелем допроса своего коллеги по работе в Средней Азии и друга М. П. Шрейдера, который проводили помощник начальника 3-го отдела (контрразведывательного) 1-го Управления И. И. Ильицкий и начальник этого отдела А. М. Минаев-Цикановский, при виде чего ретировался из кабинета.
Арестован 25 октября 1938 года в рамках арестов личного состава ГУГБ НКВД СССР, проводимых Л. П. Берией. На следствии обвинен по ст. 58-11(«участие в контрреволюционной организации в органах НКВД») и ст.58-8 («подготовка терактов») УК РСФСР. Содержался в Сухановской тюрьме. Внесен в список Л. Берии от 16 января 1940 года по 1-й категории. Приговорён к ВМН ВКВС СССР 3 февраля 1940 года в один день вместе с Н. И. Ежовым, М. П. Фриновским, Н. Г. Николаеым-Журидом, Н. Н. Фёдоровым и др. Расстрелян в ночь на 4 февраля 1940 г. вместе с Н. Н. Фёдоровым, В. С. Емельяновым, Ф. В. Рязанцевым и др. Место захоронения : могила невостребованных прахов № 1 крематория Донского кладбища. Реабилитирован посмертно 17 мая 1994 года определением Военной коллегии Верховного суда РФ (вопреки Закону о реабилитации жертв политических репрессий).
- Брат — Деноткин Савелий Моисеевич (1895, Березино — 1974, Воронеж) — библиофил.
- Сестра — Деноткина Евгения Моисеевна (1905, Воронеж — ??)
- Сын — Деноткин Сергей Самойлович (1922, Воронеж — ??) — лейтенант, с октября 1941 года в действующей армии, защитник Москвы. С августа по сентябрь 1942 года в составе оперативной группы «Ракета», 2-го отдела (Особая группа, Судоплатов) НКГБ СССР, выполнял специальные задания в тылу противника на территории Орловской, Смоленской областей и БССР. Затем, проходил службу в в/ч 28246 (УШПД). Награждён орденами и медалями, персональный пенсионер.[5][6]

### Звания
- капитан государственной безопасности, 8 января 1936.

### Награды
- орден Трудового Красного Знамени Узбекской ССР, № 235 от 30 марта 1931;
- знак «Почётный работник ВЧК—ГПУ (XV)», 26 мая 1933.